# Con los pies en la tierra
Con los pies en la tierra es el cuarto álbum del dúo musical gaditano Andy y Lucas, contiene doce canciones. Salió a la venta el 30 de septiembre de 2008. El tema «Tu que quieres que yo le haga» ha sido el primer sencillo, que apareció en 2008, extraído de este álbum.

## Lista de canciones
| N.º | Título                          | Escritor(es)                | Duración |  |
| 1.  | «Pena penando»                  | Lucas González              | 4:04     |  |
| 2.  | «Dime si me quieres»            | Lucas González              | 3:33     |  |
| 3.  | «Brilla el amor»                | Andy Morales · David Cuevas | 4:04     |  |
| 4.  | «Solamente pido»                | Lucas González              | 3:39     |  |
| 5.  | «Pobre niña morena»             | Andy Morales · David Cuevas | 4:05     |  |
| 6.  | «Lola»                          | Lucas González              | 3:39     |  |
| 7.  | «Porque cuando la miro»         | Lucas González              | 3:51     |  |
| 8.  | «Amores cobardes»               | Andy Morales · David Cuevas | 3:54     |  |
| 9.  | «Le doy gracias a Dios»         | Lucas González              | 3:45     |  |
| 10. | «Tus miradas»                   | Andy Morales · David Cuevas | 3:29     |  |
| 11. | «Tú qué quieres que yo le haga» | Lucas González              | 5:04     |  |
| 12. | «Princesa»                      | Andy Morales · David Cuevas | 3:32     |  |

- Datos: Q5780723